# Eamonn Coghlan
Eamonn Christopher Coghlan (Drimnagh, 21 novembre 1952) è un ex mezzofondista irlandese, campione mondiale dei 5000 metri piani ad Helsinki 1983.

## Record nazionali
Seniores
- Miglio indoor: 3'49"78 ( East Rutherford, 27 febbraio 1983)
- 2000 metri piani indoor: 4'54"07 ( Inglewood, 20 febbraio 1987)

## Palmarès
| Anno | Manifestazione    | Sede          | Evento         | Risultato  | Prestazione | Note             |
| ---- | ----------------- | ------------- | -------------- | ---------- | ----------- | ---------------- |
| 1976 | Giochi olimpici   | Montréal      | 1500 m piani   | 4º         | 3'39"51     |                  |
| 1977 | Europei indoor    | San Sebastián | 1500 m piani   | 8º         | 3'53"5      |                  |
| 1978 | Europei           | Praga         | 1500 m piani   | Argento    | 3'36"57     |                  |
| 1979 | Mondiali di cross | Limerick      | Corsa seniores | 70º        | 39'28"      |                  |
| 1979 | Europei indoor    | Vienna        | 1500 m piani   | Oro        | 3'41"8      |                  |
| 1980 | Giochi olimpici   | Mosca         | 5000 m piani   | 4º         | 13'22"74    |                  |
| 1983 | Mondiali          | Helsinki      | 5000 m piani   | Oro        | 13'28"53    | Record nazionale |
| 1987 | Mondiali indoor   | Indianapolis  | 1500 m piani   | Batteria   | 3'43"40     |                  |
| 1988 | Giochi olimpici   | Seul          | 5000 m piani   | Semifinale | 14'02"16    |                  |

## Altre competizioni internazionali
1976
- Bronzo al DN Galan ( Stoccolma), miglio - 3'55"10
- Bronzo all'ISTAF Berlin ( Berlino), miglio - 3'59"85

1979
- Oro ai Bislett Games ( Oslo), 3000 m piani - 7'39"08
- Oro all'Athletissima ( Losanna), 3000 m piani - 7'40"46
- Argento al DN Galan ( Stoccolma), miglio - 3'56"24

1980
- Oro ai Bislett Games ( Oslo), 3000 m piani - 7'37"60
- Oro all'Athletissima ( Losanna), 3000 m piani - 7'41"57

1981
- Oro in Coppa del mondo ( Roma), 5000 m piani - 14'08"39
- Oro al Weltklasse Zürich ( Zurigo), 5000 m piani - 13'19"13
- 8º al Memorial Van Damme ( Bruxelles), miglio - 3'53"30

1983
- Oro al Prefontaine Classic ( Eugene), 5000 m piani - 13'23"53
- Oro al Memorial Van Damme ( Bruxelles), 3000 m piani - 7'38"39
- 5º ai Bislett Games ( Oslo), miglio - 3'51"59

1988
- 5º al Memorial Van Damme ( Bruxelles), 5000 m piani - 13'32"28

1993
- 12º al DN Galan ( Stoccolma), miglio - 4'09"48